# Gnome-Rhône 14M
Il Gnome-Rhône 14M Mars era un motore aeronautico radiale a 14 cilindri a doppia stella raffreddato ad aria, progettato e fabbricato dall'azienda francese Gnome et Rhône negli anni trenta e quaranta.
Il 14M, caratterizzato dalle dimensioni compatte, venne introdotto per sostituire i primi modelli della serie K, i 5K, 7K e 9K a singola stella. Grazie alla sua ridotta sezione frontale garantiva una migliore penetrazione aerodinamica a parità di potenza erogata. 

## Velivoli utilizzatori
Francia
- Breguet Bre 693
- Hanriot NC 530
- Hanriot NC 600
- Potez 631
- Potez 633
- Potez 637
- Potez 63.11

 Germania
- Gotha Go 244
- Henschel Hs 129

 Ungheria
- Fiat C.R.32 (versione rimotorizzata localmente ma non avviata alla produzione)

## Motori comparabili
- Pratt & Whitney R-1535 montato a volte sui velivoli francesi in alternativa al 14M.